# Riduzione (idraulica)

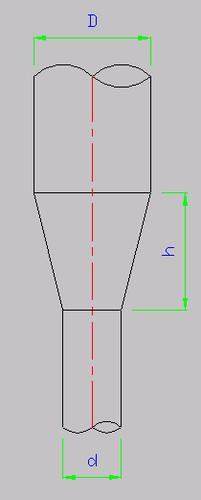
Riduzione concentrica

Una riduzione è una parte di tubazione usata per diminuire o ingrandire la sezione della tubazione.

## Tipologie
Esistono due principali tipi di riduzioni:
- Riduzione concentrica dove l'asse del tubo rimane invariato.
- Riduzione eccentrica dove il fondo tubo da un lato rimane invariato.

## Metodo di costruzione
Esistono due diversi metodi di costruzione per ricavare una riduzione:

- Ricavata da stampaggio a caldo.
- Ricavata da calandratura di una lamiera opportunamente sagomata mediante tracciatura.